# NARC ナーク
『NARC ナーク』は、2002年の米クライム映画(R指定)。監督は ジョー・カーナハン。主演レイ・リオッタ、ジェイソン・パトリック。タイトルの"NARC"は、麻薬捜査官＝Narcotics agent、または麻薬＝Narcoticそのものを表すスラング。
2015年、仮題「Motor City」でテレビドラマ化が決定。本作舞台であるデトロイト出身のエミネムが、制作・音楽に参加する見込み。

## ストーリー
デトロイト警察の元潜入麻薬捜査官ニック・テリスは、不慮の事故で18か月休職していたが、殺人課の刑事として復職を命じられる。2か月前に同僚のマイケル・カルヴェス刑事が殺害された事件の容疑者を特定するため、殺人課のヘンリー・オーク警部補と捜査を進める。

## キャスト
※括弧内は日本語吹替
- ニック・テリス刑事 - ジェイソン・パトリック（村治学）
- ヘンリー・オーク警部補 - レイ・リオッタ（山野井仁）
- チーヴァース警部 - シャイ・マクブライド（宝亀克寿）
- マイケル・カルヴェス刑事 - アラン・ヴァン・スプラング（家中宏）
- キャスリン・カルヴェス - アン・オープンショー（斎藤恵理）
- ハーラン医師 - トニー・デ サンティス
- オクタヴィオ・ルイズ - ジョン・オーティス
- レオ・リー - カーソン・ダーヴェン
- ユージーン "Deacon" シェップス - ビショップ
- ダーネル "Big D Love" ビアリー - バスタ・ライムス（檀臣幸）
- ラトロイ・スティーズ - リチャード・シェヴァラウ
- キャスリン・タニー - ステーシー・ファーバー

## 参考
1. ↑  “Paramount Pictures and Lions Gate Films To Partner on Critically-Acclaimed 'Narc'”. PR Newswire 2011年7月11日閲覧。
2. 1 2  https://www.boxofficemojo.com/release/rl2590279169/
3. ↑  http://deadline.com/2015/06/eminem-narc-series-music-joe-carnhan-paramount-tv-1201443444/